# Saison 2021 de l'équipe cycliste Canyon-SRAM Racing
La Saison 2021 de l'équipe Canyon-SRAM Racing est la vingtième de la formation si on considère que la structure remonte à la T-Mobile de 2002. L'effectif est renouvelé. Les principales recrues sont la championne du monde du contre-la-montre 2019 Chloe Dygert et la polyvalente Mikayla Harvey. Au niveau des départs, Pauline Ferrand-Prévot et Elena Cecchini quittent l'équipe.
Katarzyna Niewiadoma est quatrième du Trofeo Alfredo Binda, puis deuxième de la Flèche wallonne avant d'être quatrième de Liège-Bastogne-Liège. Elle ne participe pas au Tour d'Italie pour se consacrer aux Jeux olympiques où elle prend la quatorzième place. Elle prend la médaille de bronze aux championnats de monde. Elise Chabbey est une des révélations de la saison. Souvent à l'attaque, elle gagne une étape du Tour de Suisse, est dixième du Tour d'Italie et troisième du Ceratizit Challenge by La Vuelta. Lisa Klein gagne deux étapes et le classement général du Baloise Ladies Tour. Elle est également quatrième des championnats d'Europe du contre-la-montre. Chloe Dygert remporte le championnat des États-Unis du contre-la-montre puis participe aux Jeux olympiques, elle doit néanmoins arrêter sa saison à cause de ses blessures de 2020.  Alena Amialiusik remporte une étape du Tour de Belgique. Alice Barnes en fait de même à la Semaine cycliste valencienne. Katarzyna Niewiadoma est septième du classement mondial et du World Tour. Canyon-SRAM est sixième des deux classements par équipes.

## Préparation de la saison

### Partenaires et matériel de l'équipe

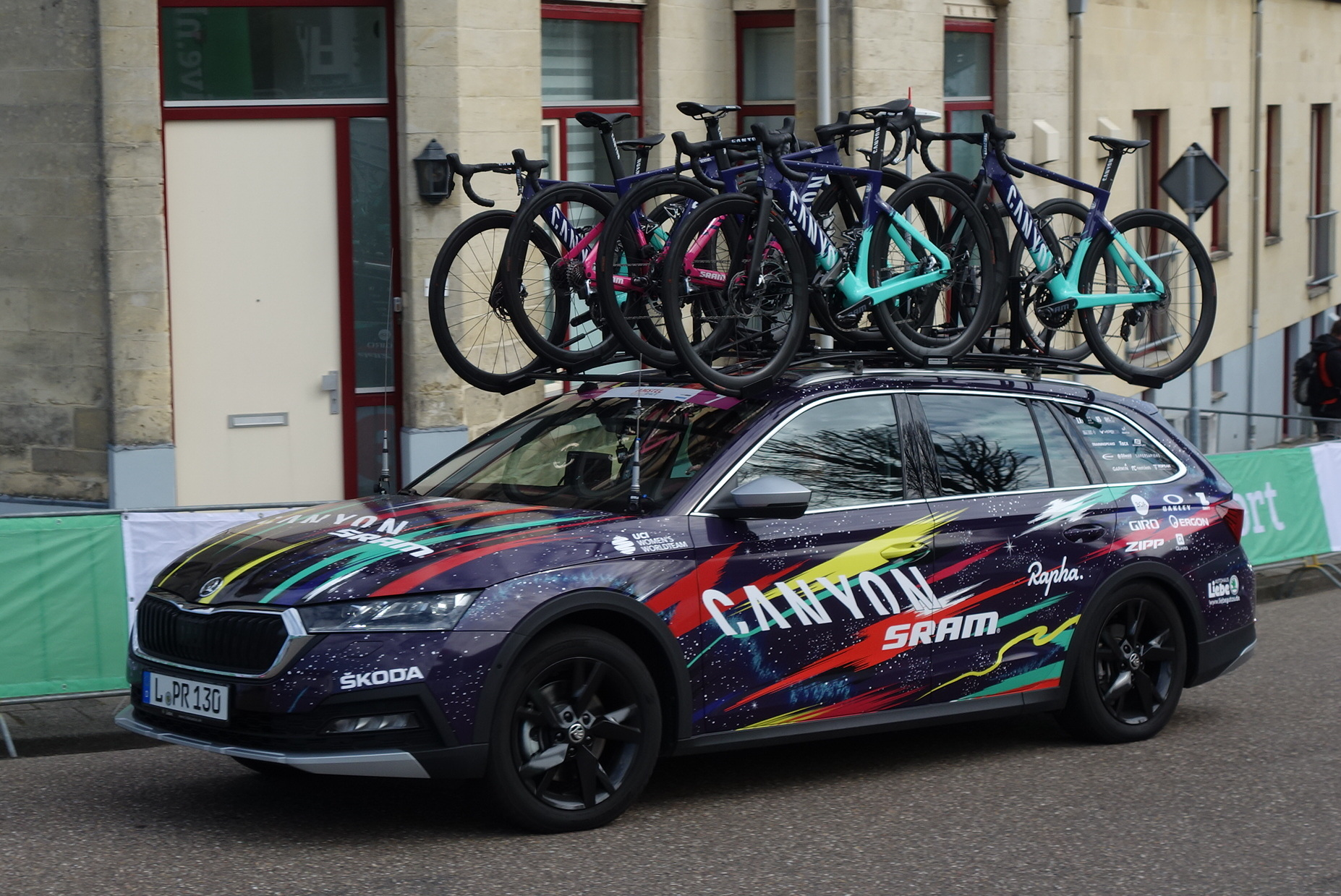
Voiture de l'équipe.

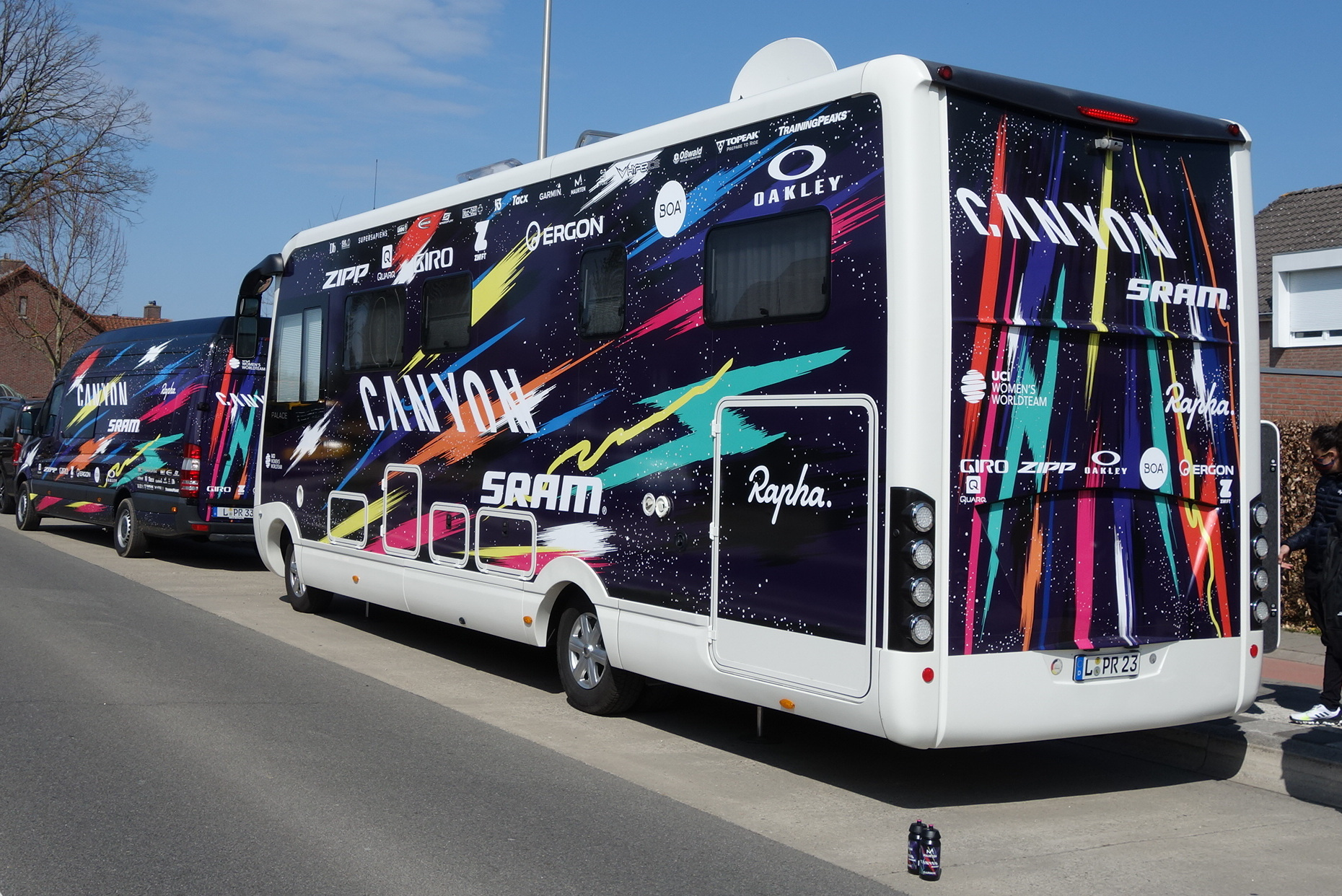
Bus de l'équipe.

Le partenaire principal de l'équipe est la marque de cycles Canyon. Le groupe équipant les vélos est fourni par SRAM. La marque Rapha fournit l'habillement.

### Arrivées et départs
L'équipe enregistre l'arrivée de la championne du monde du contre-la-montre 2019 Chloe Dygert. La polyvalente Mikayla Harvey est également une recrue de poids. Elle est accompagnée d'Elise Chabbey. L'Australienne Neve Bradbury vient compléter l'effectif.
Au niveau des départs, Pauline Ferrand-Prévot, peu présente sur route, quitte l'équipe. La sprinteuse italienne Elena Cecchini part, tout comme Tanja Erath, Christa Riffel et Rotem Gafinovitz.
| Arrivées       | Équipe 2020      |
| -------------- | ---------------- |
| Neve Bradbury  | Roxsolt Attaquer |
| Elise Chabbey  | Paule Ka         |
| Chloe Dygert   | Sho-Air Twenty20 |
| Mikayla Harvey | Paule Ka         |

| Départs                | Équipe 2021        |
| ---------------------- | ------------------ |
| Elena Cecchini         | SD Worx            |
| Tanja Erath            | Tibco-SVB          |
| Pauline Ferrand-Prévot |                    |
| Rotem Gafinovitz       | Instafund La Prima |
| Jessica Pratt          |                    |
| Christa Riffel         | Hitec Products     |

### Effectifs
| Effectif 2021                              | Effectif 2021     | Effectif 2021    | Effectif 2021                               |
| Cycliste                                   | Date de naissance | Pays             | Équipe précédente                           |
| ------------------------------------------ | ----------------- | ---------------- | ------------------------------------------- |
| Alena Amialiusik                           | 6 février 1989    | Biélorussie      | Astana BePink Womens (2014)                 |
| Alice Barnes                               | 17 juillet 1995   | Royaume-Uni      | Drops (2017)                                |
| Hannah Barnes                              | 4 mai 1993        | Royaume-Uni      | UnitedHealthcare (2015)                     |
| Neve Bradbury                              | 11 avril 2002     | Australie        |                                             |
| Elise Chabbey                              | 24 avril 1993     | Suisse           | Équipe cycliste Paule Ka (2020)             |
| Tiffany Cromwell                           | 6 juillet 1988    | Australie        | Orica-AIS (2013)                            |
| Chloé Dygert                               | 1 janvier 1997    | États-Unis       | Sho-Air Twenty20 (2020)                     |
| Ella Harris                                | 18 juillet 1998   | Nouvelle-Zélande | Mike Greer Homes Womens Cycling Team (2018) |
| Mikayla Harvey                             | 7 septembre 1998  | Nouvelle-Zélande | Équipe cycliste Paule Ka (2020)             |
| Lisa Klein                                 | 15 juillet 1996   | Allemagne        | Cervélo Bigla (2017)                        |
| Hannah Ludwig                              | 15 février 2000   | Allemagne        |                                             |
| Katarzyna Niewiadoma                       | 29 septembre 1994 | Pologne          | WM3 (2017)                                  |
| Alexis Magner                              | 18 septembre 1994 | États-Unis       | UnitedHealthcare (2015)                     |
| Omer Shapira                               | 9 septembre 1994  | Israël           | Cylance (2018)                              |
|                                            |                   |                  |                                             |
| Sources : ProCyclingStats Cycling Archives |                   |                  |                                             |

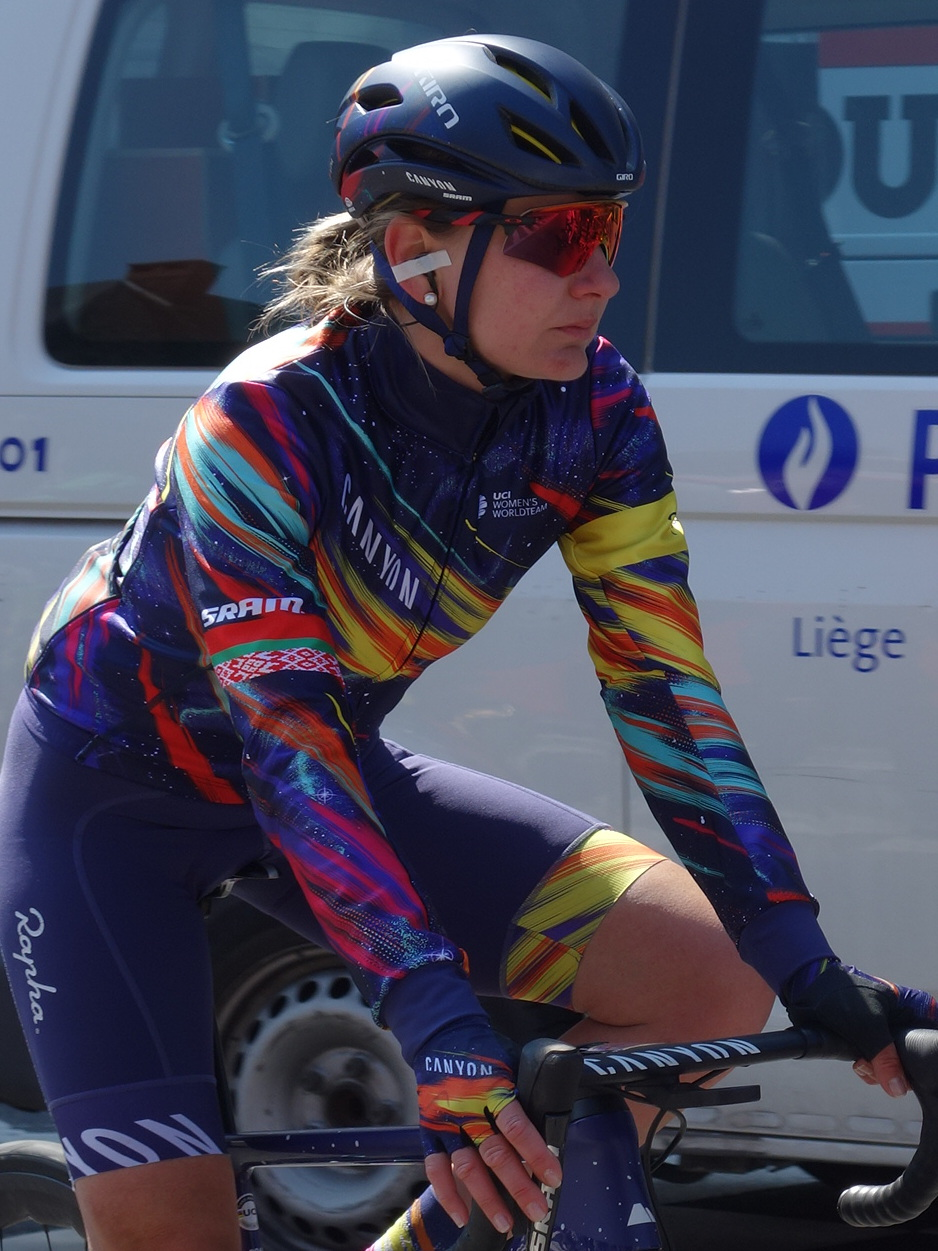
Alena Amialiusik
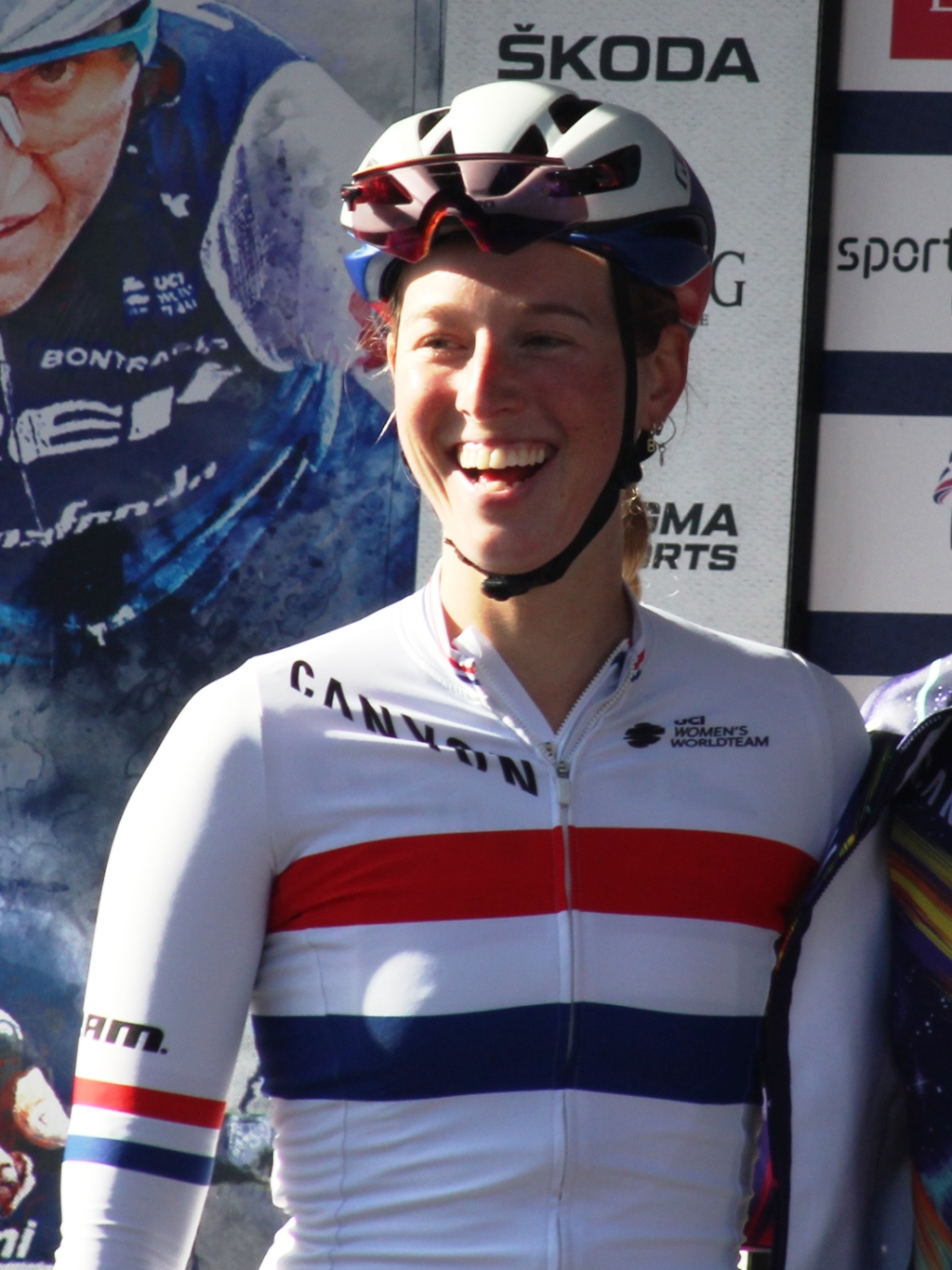
Alice Barnes
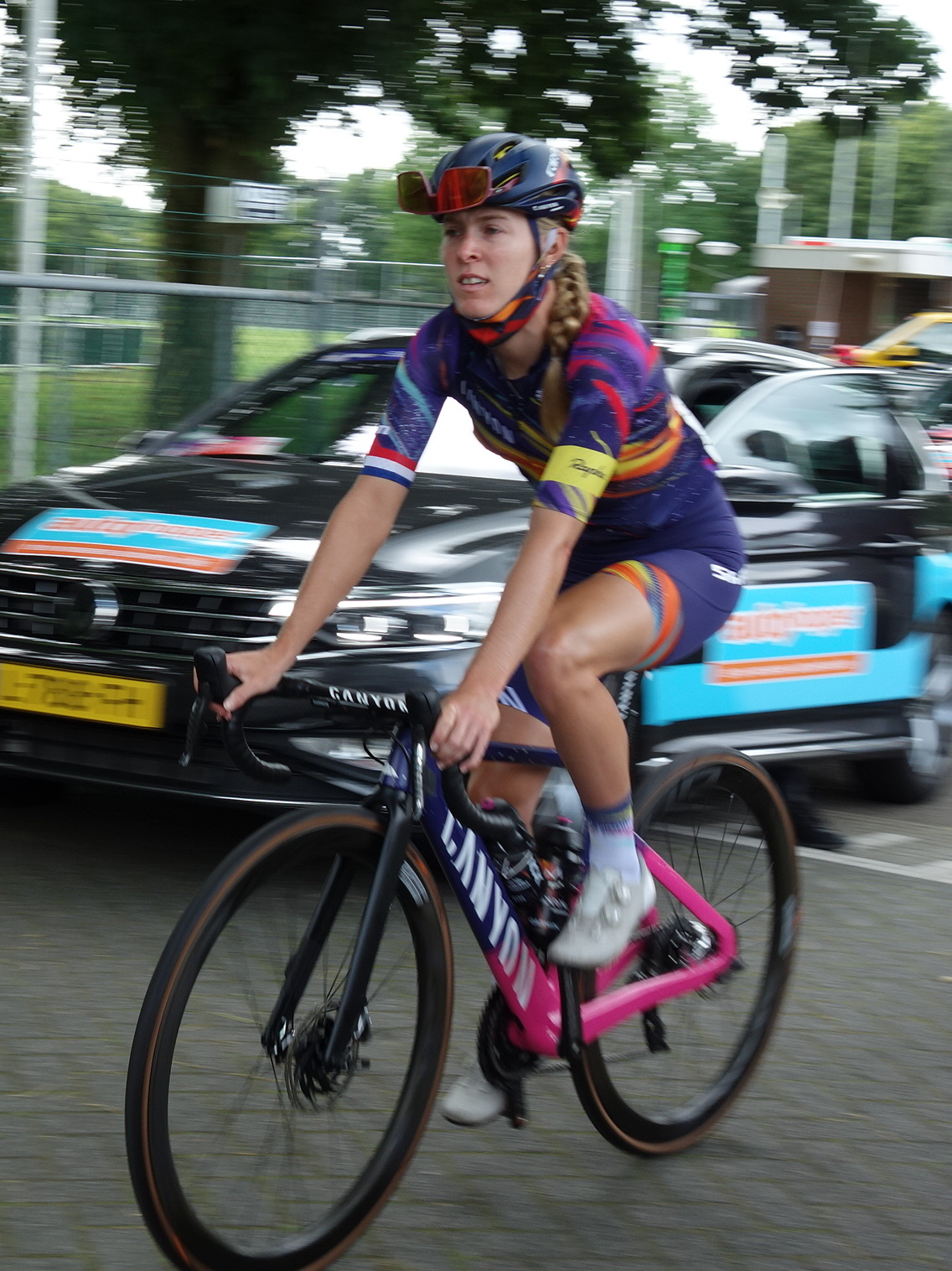
Hannah Barnes
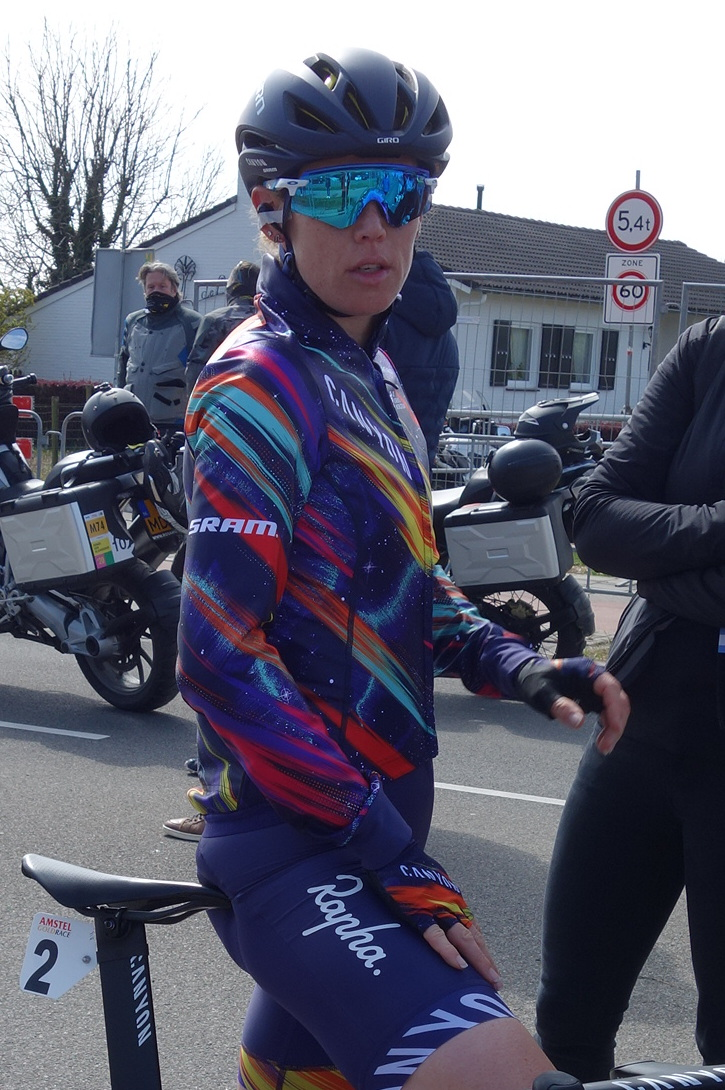
Tiffany Cromwell
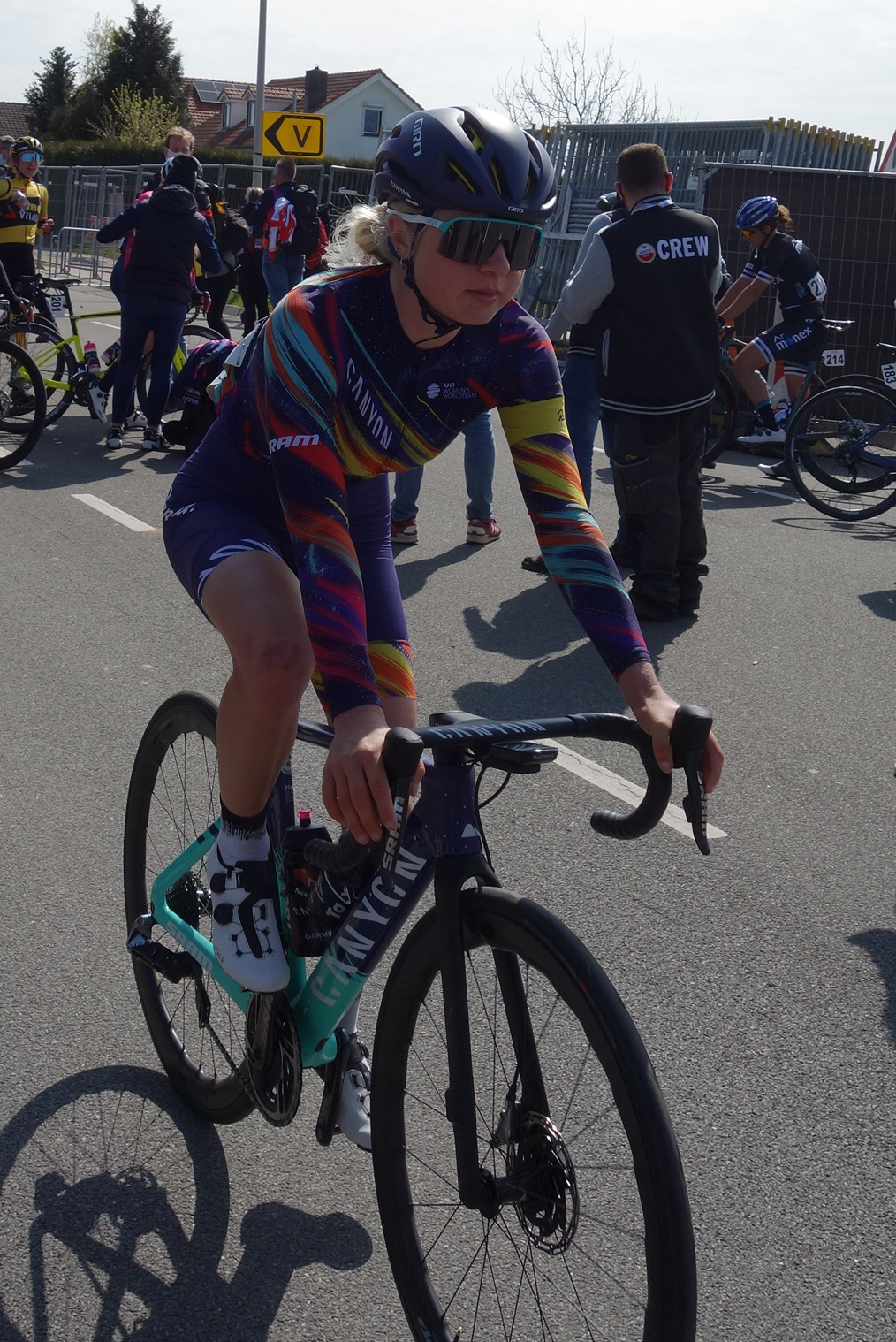
Mikayla Harvey
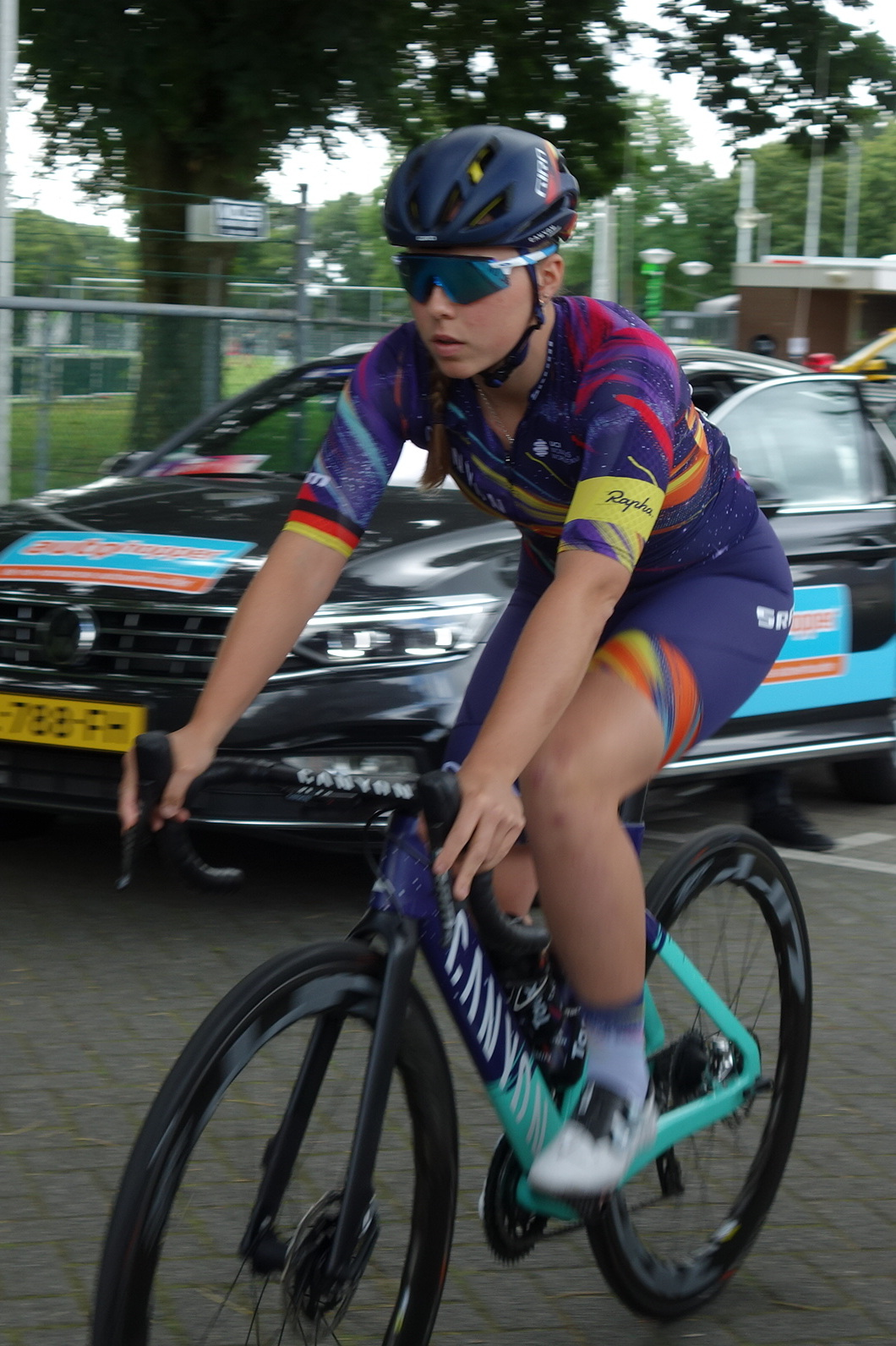
Lisa Klein
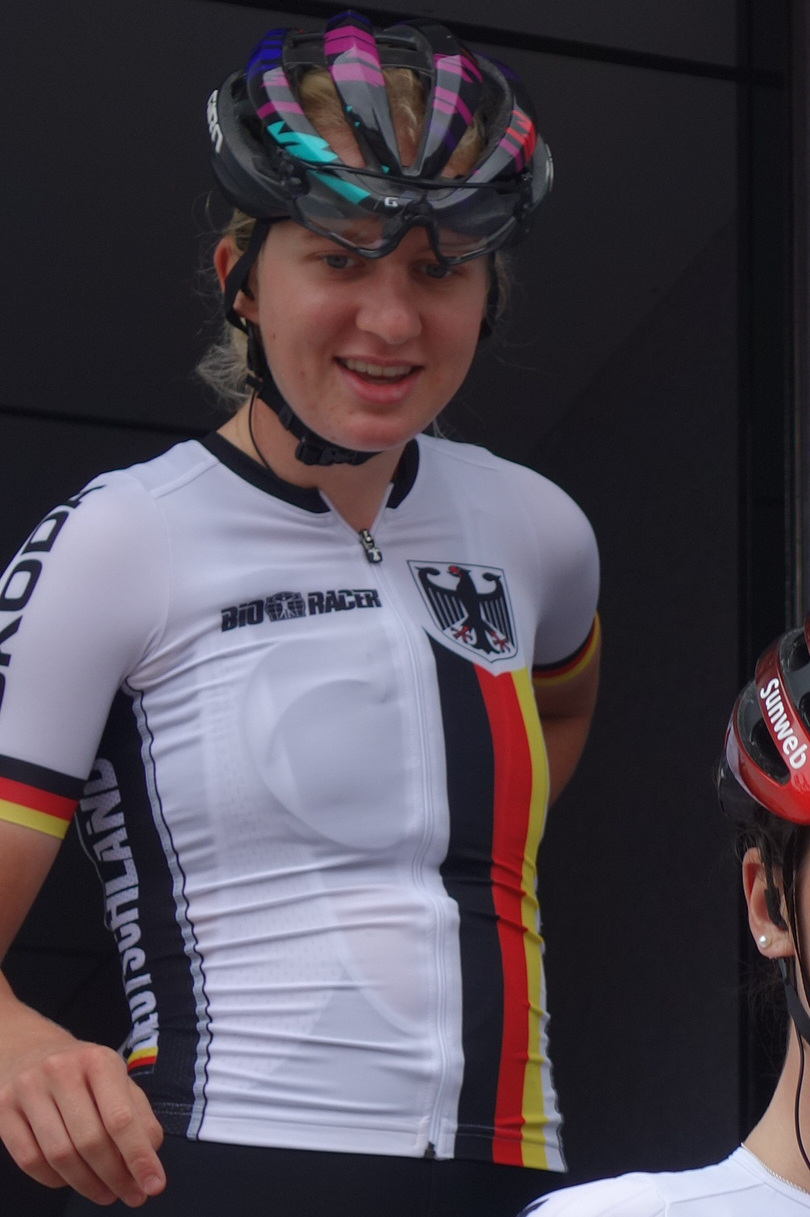
Hannah Ludwig en 2019
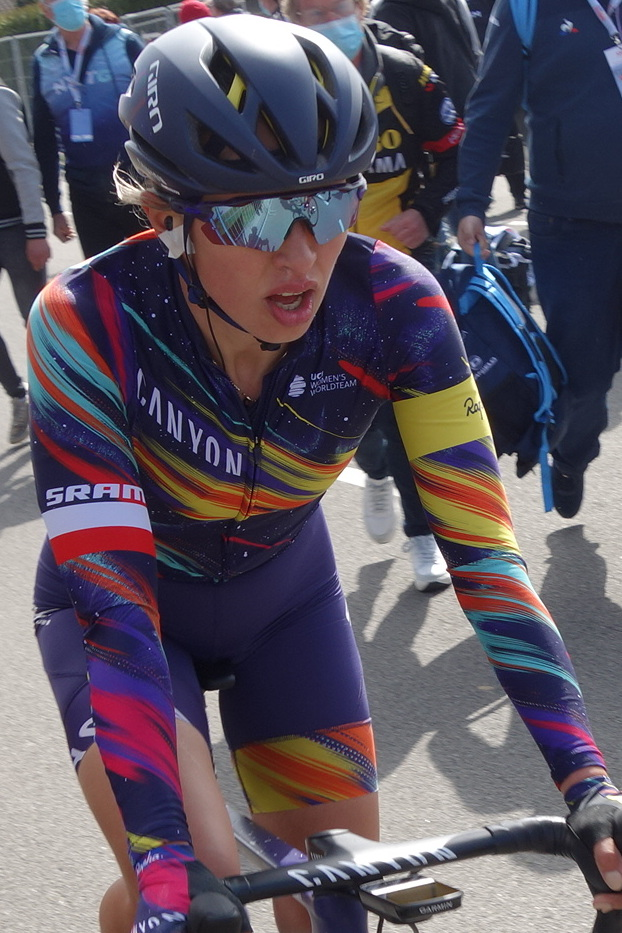
Katarzyna Niewiadoma
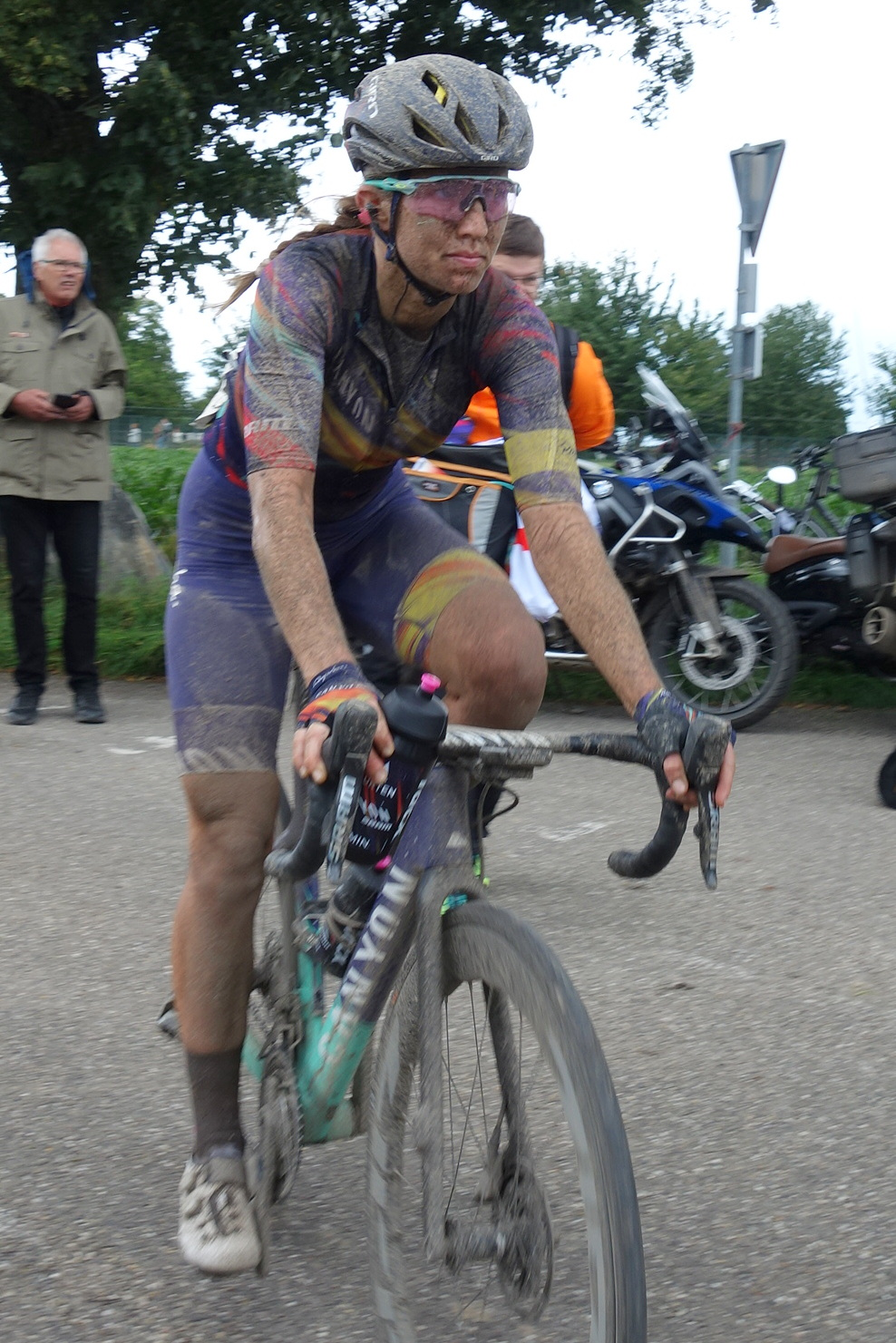
Alexis Ryan

### Encadrement
Ronny Lauke est à la directeur général et directeur sportif de l'équipe, poste qu'il occupe depuis 2008. Beth Duryea est directrice sportive adjointe avec Lars Teutenberg.

## Déroulement de la saison

### Février
Au Circuit Het Nieuwsblad, à trente kilomètres de l'arrivée, Demi Vollering attaque dans Vosssenhol. Hannah Barnes tente de suivre, mais la SD Worx la marque. Katarzyna Niewiadoma fait partie des meilleures en haut du mur de Grammont. Bien que le groupe soit détaché, la mauvaise entente provoque un regroupement. Hannah Barnes se classe cinquième.

### Mars
Aux Strade Bianche, à environ trente kilomètres de l'arrivée, un groupe de huit coureuses dont Alena Amialiusik se forme. Le groupe se morcelle dans le sixième secteur, Alena Amialiusik est dans la deuxième partie. À la fin du secteur, les favorites dont Katarzyna Niewiadoma reviennent sur l'avant de la course. Elle est neuvième.
À l'Healthy Ageing Tour, Alice Barnes est deuxième du sprint de la première étape derrière Jolien D'Hoore. Sur le contre-la-montre individuel de la deuxième étape, Lisa Klein est cinquième et Barnes septième. Lisa Klein est également cinquième de la dernière étape. Elle est sixième du classement général final et Alice Barnes septième.
À Nokere, à cinquante kilomètres de l'arrivée, Grace Brown attaque. Elle est suivie par Amy Pieters et Lisa Klein. Le peloton est mené par la Trek-Segafredo et l'écart se maintient aux alentours de trente secondes. L'échappée parvient néanmoins à résister et à se disputer la victoire. Lisa Klein est distancée dans la montée finale et prend la troisième place.
Au Trofeo Alfredo Binda-Comune di Cittiglio, un contre avec Anouska Koster, Alena Amialiusik, Marlen Reusser, Alison Jackson et Katia Ragusa part. Le groupe est repris à vingt-neuf kilomètres de l'arrivée. Tiffany Cromwell attaque, mais est reprise dans Orino. Katarzyna Niewiadoma attaque. Ashleigh Moolman-Pasio, Elisa Longo Borghini et Cecilie Uttrup Ludwig la suivent. Longo Borghini accélère de nouveau, les autres ne peuvent suivre. Elle passe en tête au sommet. Katarzyna Niewiadoma prend la quatrième place de la course.

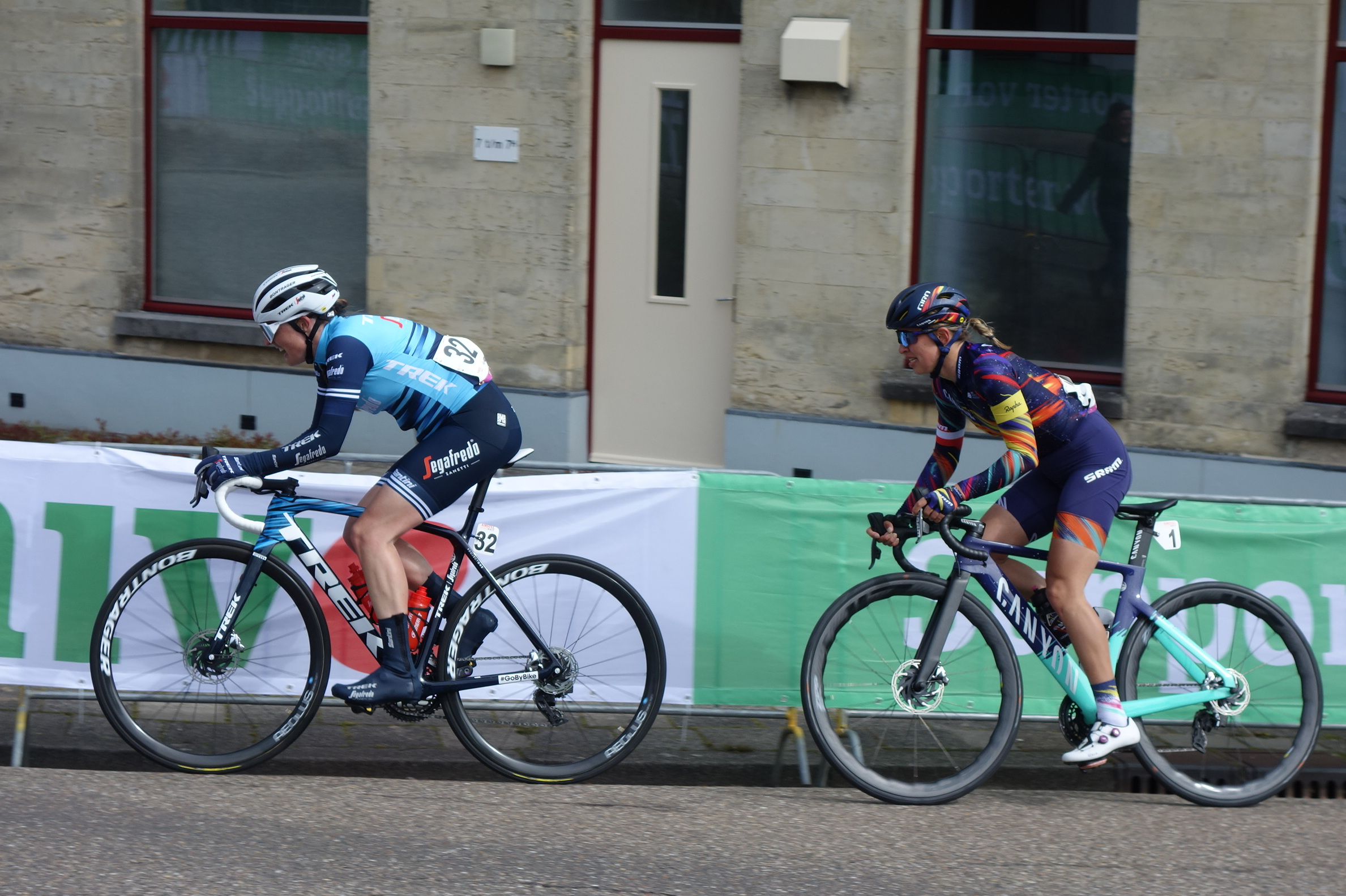
Katarzyna Niewiadoma à l'Amstel Gold Race dans le Geulhemmerberg

Aux Trois Jours de La Panne, dans le dernier tour, en passant aux Moëres, l'accélération du peloton et le vent provoque des bordures. Il reste alors trente-deux kilomètres. Un groupe de douze favorites dont Alice Barnes se forme à l'avant. À dix kilomètres de la ligne, Grace Brown attaque seule. Derrière, Alice Barnes prend la huitième place de la course. À Gand-Wevelgem, l'ascension du Kemmel donne lieu à une accélération d'Elisa Longo Borghini et Katarzyna Niewiadoma. Elles sont talonnées par un petit groupe. Immédiatement après le sommet, Marianne Vos provoque la jonction avec le duo d'échappée. Le peloton se reforme. Hannah Barnes prend la dix-huitième place.
Sur À travers les Flandres, dans la côte de Trieu, soit à trente-six kilomètres de l'arrivée, Annemiek van Vleuten et Katarzyna Niewiadoma sortent du peloton. Leur avance atteint rapidement une vingtaine de seconde. Au sprint, Annemiek van Vleuten lance aux trois cent mètres et n'est pas reprise par Katarzyna Niewiadoma. Alexis Ryan règle le sprint et complète le podium.

### Avril
Lisa Klein est cinquième du sprint au Grand Prix de l'Escaut. À l'Amstel Gold Race, dans le quatrième tour, Elise Chabbey fait partie du groupe d'échappées. Annemiek van Vleuten les reprend dans le Cauberg. Dans l'ascension finale du Cauberg, Annemiek van Vleuten accélère violemment à son pied. Elle est suivie par Katarzyna Niewiadoma, Marianne Vos et Demi Vollering. Van Vleuten ralentit néanmoins, tandis qu'Elisa Longo Borghini revient progressivement de l'arrière. Katarzyna Niewiadoma accélère de nouveau et seule Longo Borghini parvient à la suivre. Peu après le sommet, cette dernière attaque, mais Niewiadoma arrive à revenir. Les deux coureuses se regardent, ce qui permet au groupe de poursuivantes de revenir. Katarzyna Niewiadoma est dixième. À la Flèche wallonne, Elise Chabbey fait partie d'un trio d'échappées au premier passage du mur de Huy. Elles sont toutefois reprises par le peloton lors de l'ascension de la côte d'Ereffe. Dans l'ultime montée du Mur de Huy, Anna van der Breggen mène le peloton. Ses rivales perdent progressivement du terrain sauf la Polonaise Katarzyna Niewiadoma  qui vient se porter à la hauteur de la Néerlandaise pendant une bonne partie de la montée finale. Mais aux cent mètres, Anna van der Breggen parvient à distancer Niewiadoma qui prend la deuxième place.

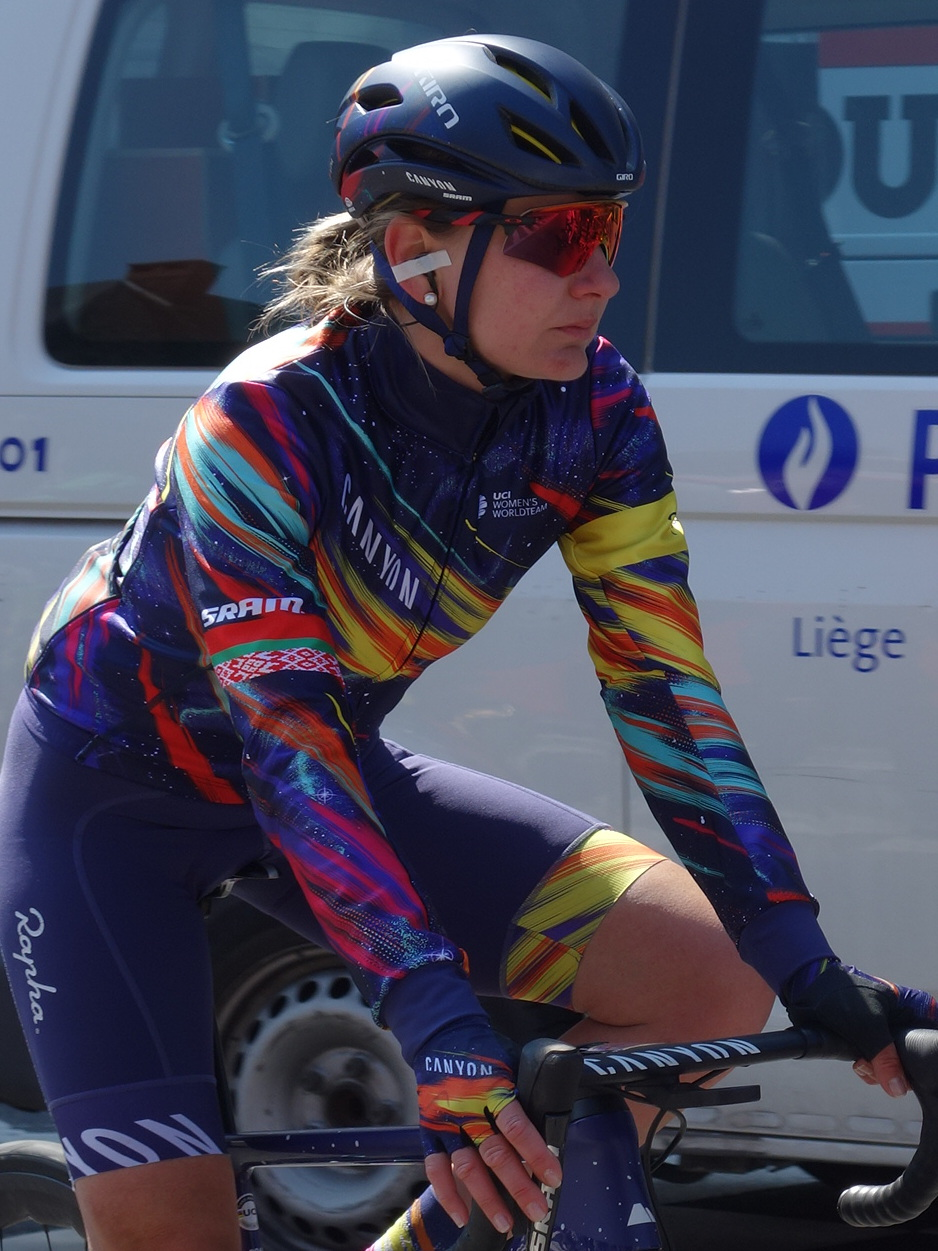
Alena Amialiusik à Liège-Bastogne-Liège

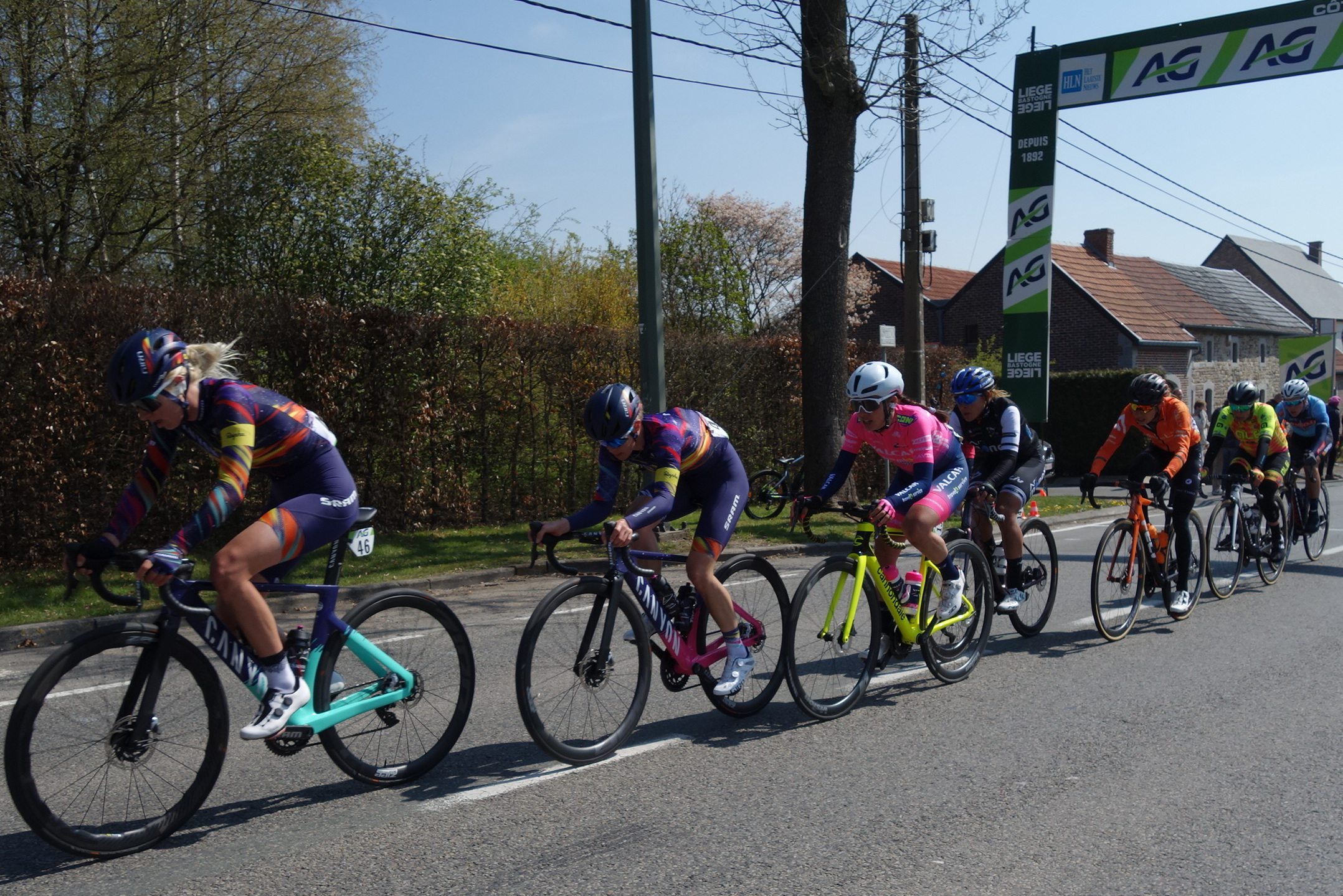
Équipe dans la côte des Forges (Liège-Bastogne-Liège)

À Liège-Bastogne-Liège, Niamh Fisher-Black attaque après la côte de Wanne. Elle emmène avec elle six autres coureuses dont Elise Chabbey. Le groupe est repris à cinquante kilomètres de l'arrivée dans la côte de Desnié. Dans la Roche aux Faucons. SD Worx mène le train, avec tout d'abord Chantal Blaak puis Anna van der Breggen. Katarzyna Niewiadoma se maintient dans le groupe de tête. Elle se classe quatrième du sprint.
Au Festival Elsy Jacobs, Elise Chabbey est quatrième de la première étape. Elle est très active le lendemain, mais ses efforts ne paient pas.

### Mai
À la Setmana Ciclista Valenciana, dans la première difficulté de la première étape, Omer Shapira et Heidi Franz attaquent. Au kilomètre soixante-cinq, dans l'Alto Serra Grossa, Shapira distance sa compagnon d'échappée. Un groupe de huit poursuivantes dont Lisa Klein se forme alors. Ce groupe est néanmoins repris. À vingt-six kilomètres de l'arrivée, Omer Shapira est toujours en tête, mais elle est reprise par Annemiek van Vleuten et Mavi Garcia qui ont attaqué dans l'ultime ascension du jour. Hannah Ludwig est cinquième de l'étape. Omer Shapira retente le lendemain, sans plus de succès. La troisième étape se termine au sprint, Alice Barnes gagne devant Sheyla Gutiérrez. Hannah Ludwig est finalement sixième du classement général.
À l'Emakumeen Nafarroako Klasikoa, dans la côte de Goñi, Elise Chabbey sort avec Sara Martín. Elles reviennent sur Ashleigh Moolman dans la descente. Derrière, un quatuor incluant  Mikayla Harvey parte en poursuite et opère également la jonction. Le groupe est finalement repris. Harvey est présente dans le final et attaque sur le plat. C'est cependant Annemiek van Vleuten qui parvient à partir. Harvey est sixième. À la Classique féminine de Navarre, Elise Chabbey tente de s'échapper, sans succès. Ella Harris en fait de même par la suite. Par la suite, la Canyon-SRAM contrôle la course et provoque le regroupement général à la flamme rouge. Néanmoins, Hannah Barnes finit seulement neuvième. Au Gran Premio Ciudad de Eibar, Hannah Barnes fait partie de l'échappée de dix coureuses en début de course. Un regroupement général a lieu et tout se décide dans la montée finale. Mikayla Harvey se classe cinquième. À la Durango-Durango Emakumeen Saria, le scénario se répète. Katarzyna Niewiadoma est quatrième et Elise Chabbey septième.
Au Tour de Burgos, sur la première étape, Grace Brown attaque presque au sommet de la dernière difficulté. Elle est suivie par Elise Chabbey. Niamh Fisher-Black fait le bond ensuite. Leur avance oscille autour de vingt secondes, mais elles ne sont pas reprises. Elise Chabbey est deuxième. Le lendemain, Alice Barnes règle le sprint du peloton. Elise Chabbey prend la tête du classement général. Lors de la troisième étape, la côte vers l'arrivée décide de la victoire. Katarzyna Niewiadoma est seulement devancée par Cecilie Uttrup Ludwig. Sur la dernière étape, l'équipe ne parvient pas à suivre les meilleures dans le col final. Katarzyna Niewiadoma est dixième du classement général.
Au Tour de Thuringe, Alexis Ryan fait partie de l'échappée de la première étape. Elle est quatrième du sprint le lendemain. Sur la quatrième étape, Lisa Klein est dans le groupe de tête. Il est repris. Sur la cinquième étape, Lisa Klein sort avec Chantal Blaak. Elles sont reprises à quinze kilomètres de l'arrivée. Alexis Ryan se classe quatrième,. Dans l'ultime étape, elle prend la cinquième étape. Au classement général, Tiffany Cromwell est septième.

### Juin
Sur la première étape du Tour de Suisse, dans le deuxième tour de circuit, six favorites dont Elise Chabbey et Mikayla Harvey sortent dans la côte. Dans le dernier tour, Lizzie Deignan attaque dans la côte. Harvey la prend en chasse et provoque le regroupement. lise Chabbey est la suivante à tenter à quinze kilomètres de l'arrivée. Elle est suivie par Lizzie Deignan. Elles se disputent la victoire au sprint. Chabbey fait mine de lancer de loin et parvient à tromper Lizzie Deignan qui se retrouve à effectuer un sprint trop long, Chabbey la doublant sur la fin. Elle remporte donc en tant que Suissesse la toute première étape du Tour de Suisse. Le lendemain, Lizzie Deignan accumule plus de bonifications que Chabbey et la dépossède de la tête du classement général, elle est donc seconde. Mikayla Harvey est cinquième du classement général. Hannah Barnes est troisième de l'étape au sprint. 
Chloe Dygert remporte le championnat des États-Unis du contre-la-montre, prouvant ainsi s'être remise de sa chute lors des derniers championnats du monde.

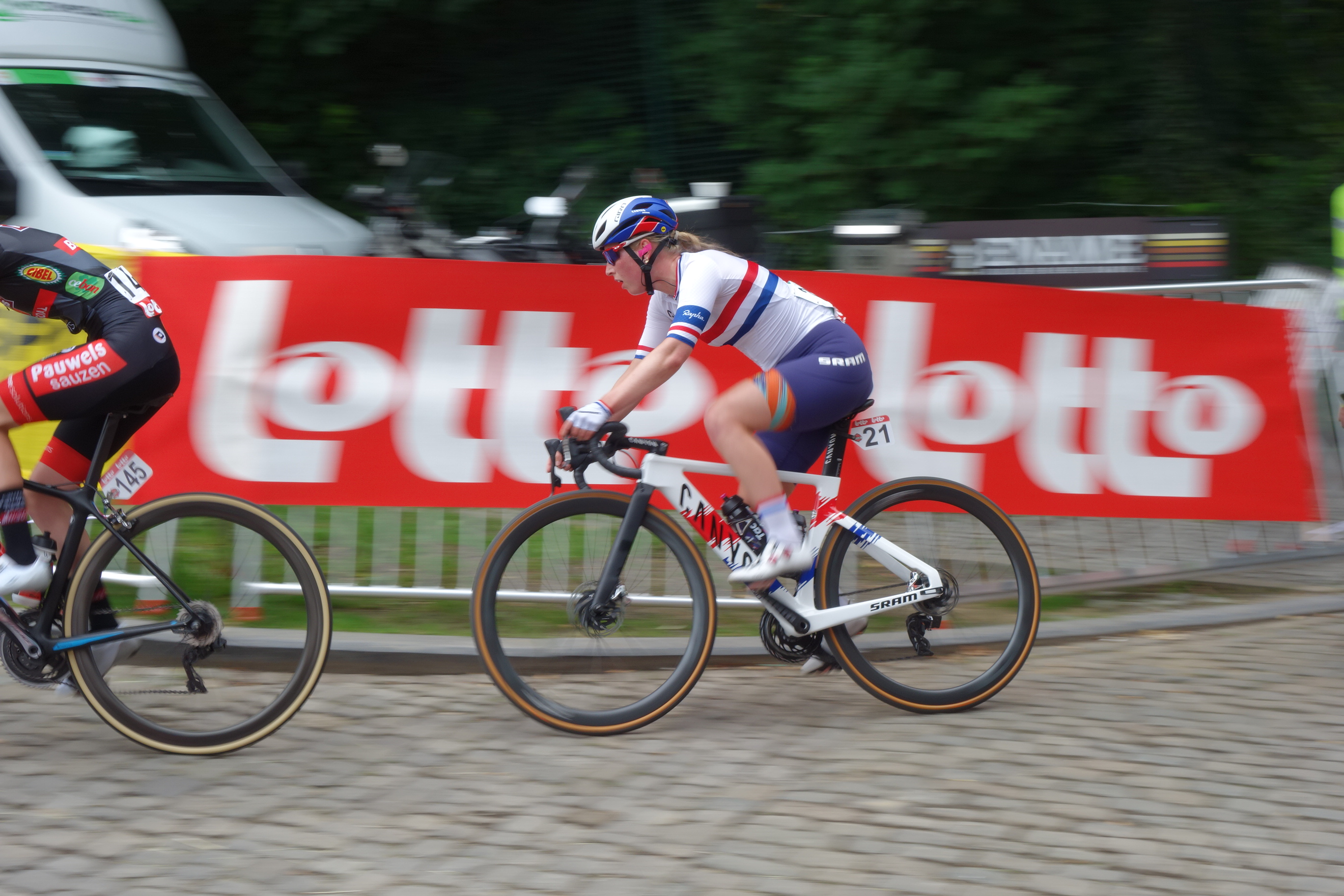
Alice Barnes au Tour de Belgique

Au Tour de Belgique, Alice Barnes est cinquième du prologue. Elle se classe quatrième du sprint de la première étape. Sur la deuxième étape, dans le second tour, Rotem Gafinovitz  attaque dans le Steenhoutberg. Dans le tour suivant, elle est rejointe par un trio de favorites : Alice Barnes, Lotte Kopecky et Ellen van Dijk. Barnes se retrouve seule à cause de crevaisons chez Dijk et Kopecky. Un regroupement a lieu. Dans le dernier kilomètre, Alena Amialiusik attaque et s'impose seule. Elle conclut l'épreuve à la cinquième place. 
À La course by Le Tour de France, à deux tours de l'arrivée, Ruth Winder passe à l'offensive. Un groupe de dix athlètes dont Mikayla Harvey se forme. Dans l'ascension suivante, Cecilie Uttrup Ludwig attaque. Elle est accompagnée d'Anna van der Breggen, Marianne Vos, Katarzyna Niewiadoma, Liane Lippert et Soraya Paladin. Un regroupement a lieu et tout se décide dans la dernière montée, Tiffany Cromwell accélère. Katarzyna Niewiadoma enchaîne. Elle est suivie par Uttrup Ludwig, Brown et Van der Breggen. Paladin, Vos, Vollering et Lippert reviennent à deux kilomètres de l'arrivée. Au sprint, Niewiadoma est sixième.

### Juillet
Au Tour d'Italie, Canyon-SRAM est quatrième du contre-la-montre par équipes inaugural, quarante-six secondes derrière SD Worx. Sur la deuxième étape, Elise Chabbey attaque dans le col del Morte avec trois autres coureuses. Elles sont reprises dans les premières pentes de l'ascension finale. Le lendemain, elle part de nouveau avec d'autres coureuses. Le peloton les reprend néanmoins. Dans la descente, Brand et Lippert partent de nouveau. Dans la côte d'Ovada, Marianne Vos, Mikayla Harvey et Elise Chabbey opèrent la jonction. Elles se disputent la victoire au sprint, Elise Chabbey est quatrième. Sur la sixième étape, aux quatre kilomètres,  Sarah Roy passe à l'offensive. Tiffany Cromwell la suit. Les deux sont reprises aux deux kilomètres. Le lendemain, Alexis Ryan fait partie du groupe qui tente de revenir sur Lucinda Brand. Il y a néanmoins un regroupement général. Dans la neuvième étape, Elisa Longo Borghini et Ashleigh Moolman passent à l'offensive à deux kilomètres du col de Stregna. Elles passent au col avec trente secondes d'avance. Elise Chabbey et Lucinda Brand partent en poursuite dans la descente, mais elles sont reprises. Dans l'ultime étape, dans la côte de Sovenza, Lucinda Brand attaque afin de défendre son maillot de meilleure grimpeuse. Elle est accompagnée de : Anna van der Breggen, Lizzie Deignan, Elise Chabbey et Coryn Rivera. L'avance du groupe de tête dépasse légèrement les deux minutes. Elise Chabbey se classe troisième. Elle est dixième du classement général final.
Au Baloise Ladies Tour, Lisa Klein remporte le prologue. Hannah Ludwig est troisième. Le lendemain, l'échappée Mischa Bredewold dépossède Klein de la tête du classement général. Lisa Klein gagne le contre-la-montre de l'étape 2b et reprend le maillot, Hannah Ludwig est de nouveau troisième. La dernière étape n'apporte pas changement au classement général.
Aux Jeux olympiques sur piste, Lisa Klein remporte la poursuite par équipes. Chloe Dygert est troisième de la même épreuve.

### Août

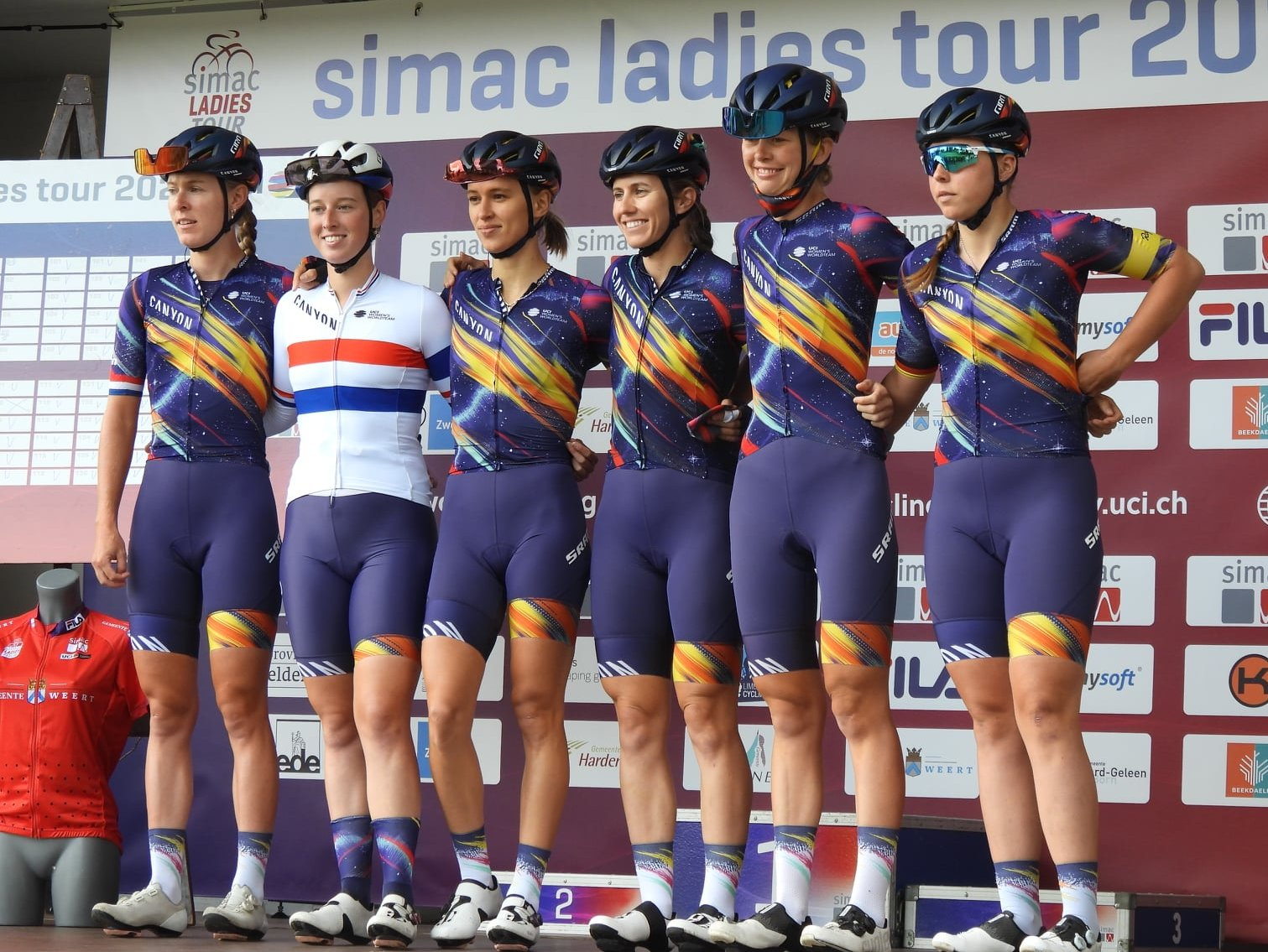
Au Simac Ladies Tour

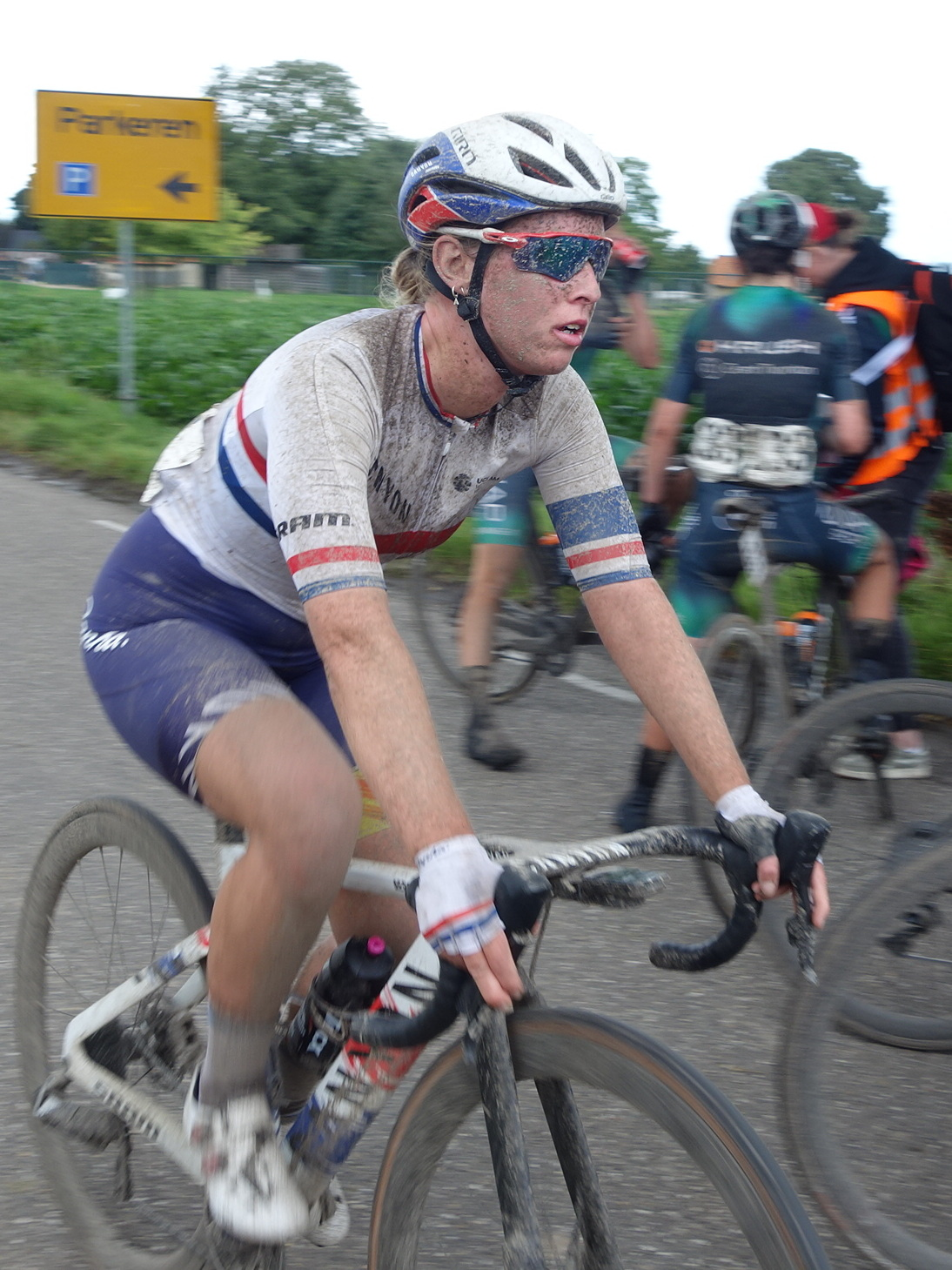
Alice Barnes durant le Simac Ladies Tour

Au Tour de Norvège, Alice Barnes est deuxième du sprint de la première étape derrière Susanne Andersen et troisième de l'étape. Elise Chabbey se classe quatrième le lendemain.
Au Simac Ladies Tour, Lisa Klein est huitième du prologue. Elle est ensuite quatrième du contre-la-montre de la deuxième étape. Alice Barnes est neuvième. Sur la quatrième étape, à trente kilomètres de l'arrivée, Katarzyna Niewiadoma passe à l'offensive. Elle est suivie par Chantal Blaak et Marianne Vos. Aux deux kilomètres, Katarzyna Niewiadoma attaque, mais le groupe se reforme. La Polonaise accélère de nouveau dans la côte, mais de nouveau les deux autres coureuses reviennent. Marianne Vos lance le sprint et s'impose. Sur la dernière étape, à cent neuf kilomètres de l'arrivée, Katarzyna Niewiadoma attaque, mais est rapidement reprise par le peloton. À soixante kilomètres de la ligne, un groupe avec Ella Harris sort. L'avance culmine à deux minutes. Dans le dernier tour, Ensing et Harris sont distancées. Au sprint, Alice Barnes se classe deuxième.
Au Grand Prix de Plouay, à soixante-dix kilomètres de l'arrivée, Jade Wiel et Alena Amialiusik attaquent. Elles obtiennent près de trois minutes d'avance. À cinquante kilomètres de l'arrivée, un groupe de poursuite se forme avec Elise Chabbey. À quarante-trois kilomètres de l'arrivée, Amialusik décide de poursuivre seule. À vingt-deux kilomètres du but, Mavi Garcia et Elisa Longo Borghini reviennent sur Alena Amialiusik. Un regroupement général a néanmoins lieu à quinze kilomètres de l'arrivée.
Chloe Dygert annonce mettre fin à sa saison, ses blessures de 2019 ayant de besoin de repos.

### Septembre

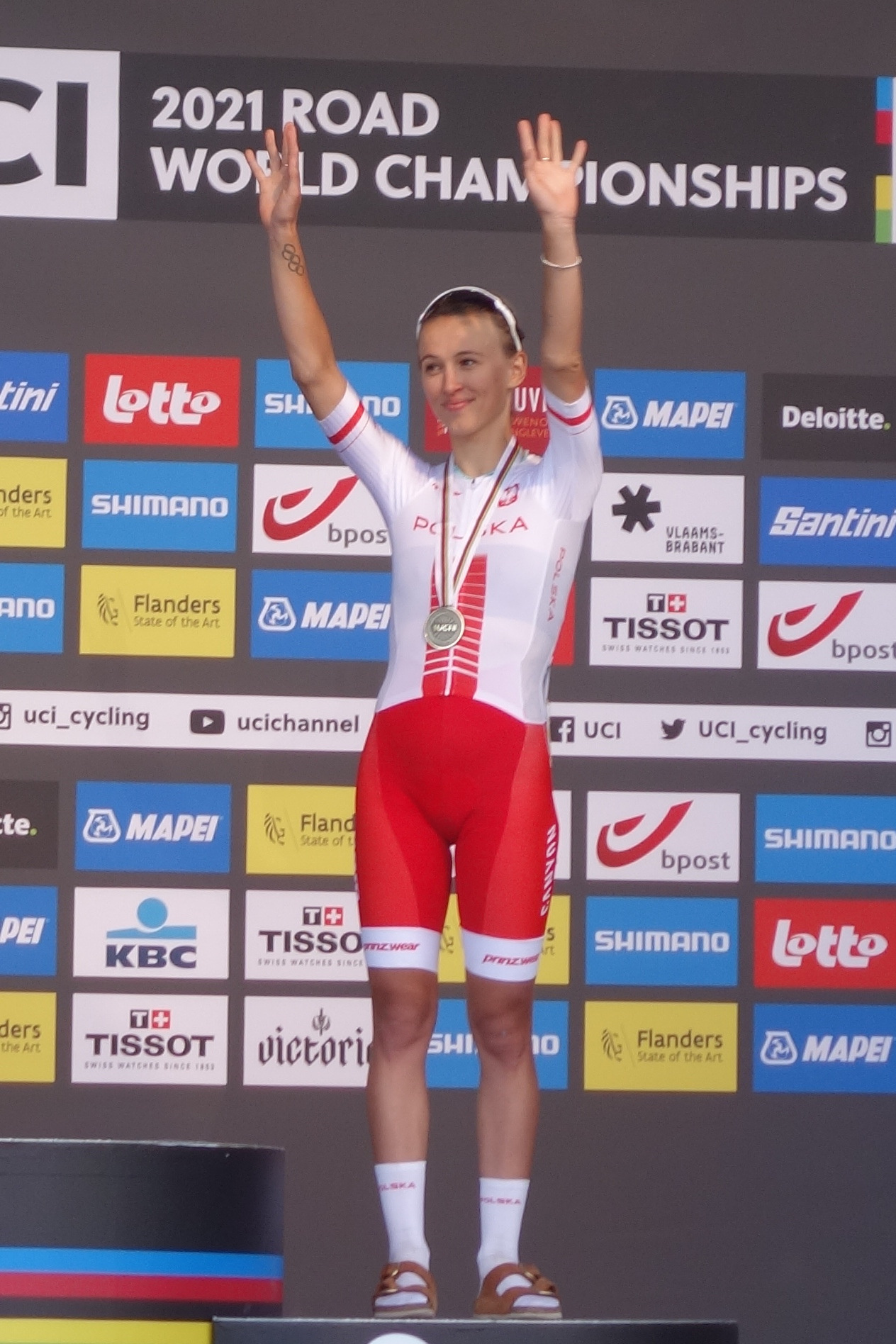
Katarzyna Niewiadoma troisième des championnats du monde

Au Ceratizit Challenge by La Vuelta, la principale difficulté de la journée à soixante kilomètres de l'arrivée, voit la formation d'une échappée de six coureuses dont Elise Chabbey. À cinq kilomètres de l'arrivée, Elise Chabbey attaque. Pauliena Rooijakkers la reprend. Chabbey repasse à l'offensive un kilomètre plus loin mais est reprise par Marlen Reusser. Cette dernière part à deux kilomètres de l'arrivée et n'est plus rejointe. Derrière, Coryn Rivera devance Elise Chabbey. Dans le contre-la-montre de la deuxième étape, Katarzyna Niewiadoma se classe huitième. Le lendemain, à soixante kilomètres de l'arrivée, Annemiek van Vleuten attaque. Elle est suivie entre autres par Niewiadoma. Elise Chabbey est dans le groupe de poursuite. À cinquante kilomètres de la ligne, Annemiek van Vleuten profite d'une descente technique pour distancer ses compagnons d'échappée. Liane Lippert est deuxième devant Katarzyna Niewiadoma. Elle est septième de l'ultime étape. Elise Chabbey est troisième du classement général et Niewiadoma sixième.
Aux championnats d'Europe, Lisa Klein se classe quatrième du contre-la-montre. Sur la course en ligne, à vingt-trois kilomètres du but, un groupe de favorites incluant Alena Amialiusik se forme derrière Ellen van Dijk. La Biélorusse est huitième.
Aux championnats du monde, sur le contre-la-montre, Lisa Klein se classe septième et Alena Amialiusik dixième. Sur la course en ligne, dans la seconde ascension du Smeysberg, Ashleigh Moolman attaque. Elle est suivie entre autres par Katarzyna Niewiadoma. À trente-huit kilomètres du but, six coureuses partent. Ce groupe comprend notamment Audrey Cordon-Ragot et Tiffany Cromwell. La sélection allemande mène la chasse. Dans Wijnpers, Katarzyna Niewiadoma attaque. Annemiek van Vleuten tente de nouveau de sortir dans le Wijnpers, mais Elisa Longo Borghini veille encore. Elles sont suivies par Vos, Jackson et Niewiadoma. Dans Sint-Antoniusberg, Niewiadoma tente une dernière fois. Au sprint, elle prend la troisième place.

### Octobre

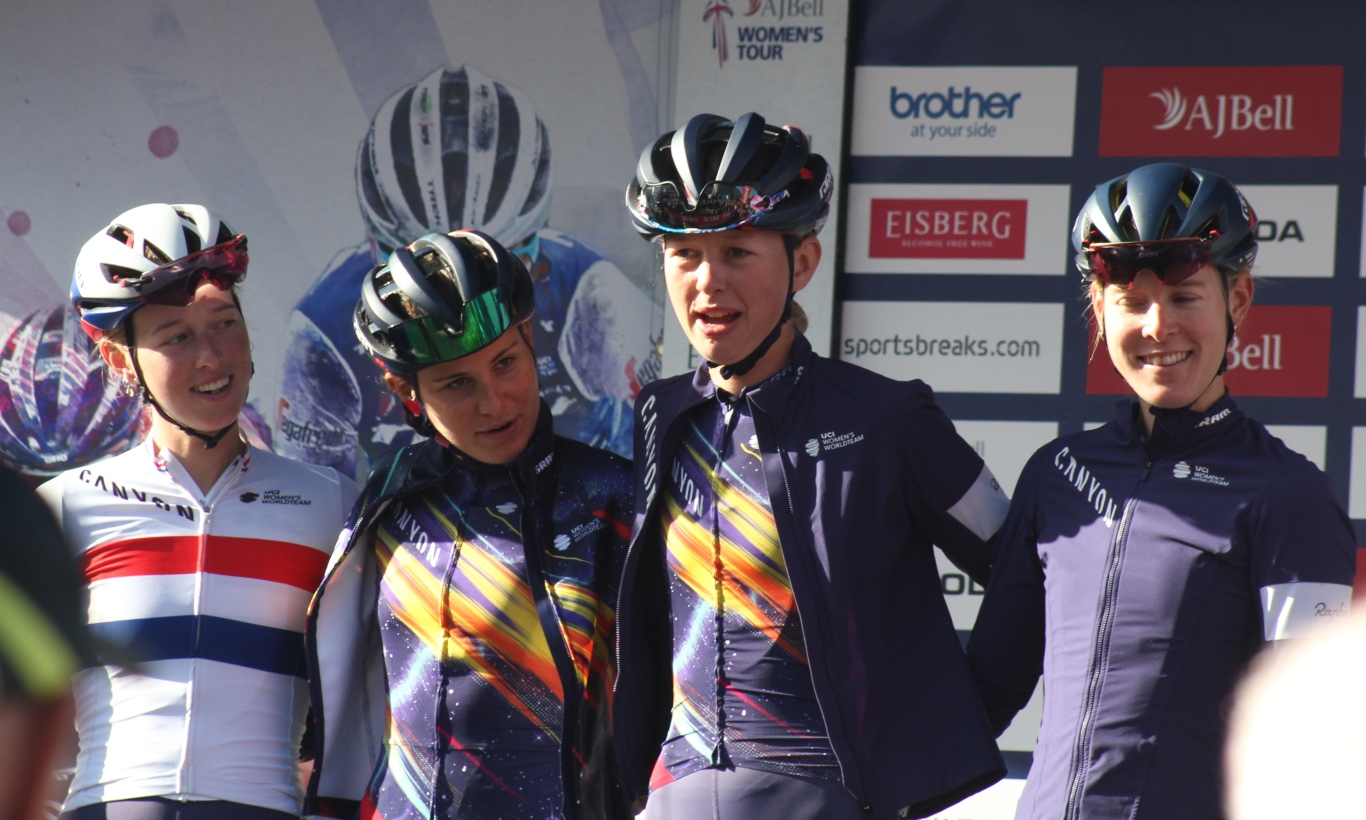
Au Women's Tour

À Paris-Roubaix, Alice Barnes obtient la vingt-sixième place.
Au Women's Tour, sur la première étape, arrivé sur le circuit final, un groupe se forme sous l'impulsion de Demi Vollering et Elise Chabbey, mais un regroupement a rapidement lieu.  Dans la dernière ascension du Sibford Ferris, Elise Chabbey part avec d'autres favorites. L'étape se conclut néanmoins au sprint. Hannah Barnes est sixième. Le lendemain, Ella Harris fait partie du groupe qui s'échappe au cinquième tour. Il est repris avant la montée de  Barr Beacon. Dans la dernière montée de Barr Beacon, dix coureuses dont Elise Chabbey partent. Au sprint, cette dernière prend la sixième place. Dans le contre-la-montre, Alice Barnes se classe quatrième et Hannah Barnes dixième. Alice est huitième du sprint le lendemain. Sur la cinquième étape, dans la montée de Manningtree, située à trente kilomètres de l'arrivée, Sarah Roy, Ane Santesteban et Elise Chabbey attaquent. Le peloton les reprend à vingt-et-un kilomètres de l'arrivée. 	Alice Barnes est septième du classement général final.
Au Tour de Drenthe, à environ quatre-vingt kilomètres de l'arrivée, dans le secteur forestier, Alice Barnes accélère et emmène avec elle un petit groupe. Le peloton réagit immédiatement. Peu après les cinquante kilomètres de l'arrivée, Alice Barnes et Pfeiffer Georgi parviennent à s'extraire du peloton. Elles comptent une vingtaine de secondes d'avance en entamant la deuxième ascension du VAM. Elles ne sont reprises qu'à seize kilomètres de l'arrivée. Dans la dernière ascension, Elise Chabbey accélère avec Floortje Mackaij et Elena Cecchini dans la roue. Leur avance est faible au sommet. Un groupe de poursuite avec trois membres de l'équipe DSM revient. Ce groupe se joue la victoire au sprint. Elise Chabbey est quatrième.

## Victoires

### Sur route
| Victoires | Victoires                                      | Victoires  | Victoires | Victoires        | Victoires |
| Date      | Course                                         | Pays       | Classe    | Vainqueur        |           |
| --------- | ---------------------------------------------- | ---------- | --------- | ---------------- | --------- |
| 8 mai     | 3e étape de la Semaine cycliste valencienne    | Espagne    | 2.1       | Alice Barnes     |           |
| 5 juin    | 1re étape du Tour de Suisse                    | Suisse     | 2.1       | Elise Chabbey    |           |
| 17 juin   | Championnat des États-Unis du contre-la-montre | États-Unis | CN        | Chloé Dygert     |           |
| 19 juin   | Championnat d'Israël sur route                 | Israël     | CN        | Omer Shapira     |           |
| 24 juin   | 2e étape du Tour de Belgique                   | Belgique   | 2.1       | Alena Amialiusik |           |
| 8 juill.  | Prologue, Baloise Ladies Tour                  | Pays-Bas   | 2.1       | Lisa Klein       |           |
| 10 juill. | 2eB étape, Baloise Ladies Tour                 | Belgique   | 2.1       | Lisa Klein       |           |
| 11 juill. | Classement général, Baloise Ladies Tour        | Pays-Bas   | 2.1       | Lisa Klein       |           |

### Sur piste
| Date   | Course                                 | Pays  | Classe | Vainqueur  |
| ------ | -------------------------------------- | ----- | ------ | ---------- |
| 3 août | Jeux olympiques, poursuite par équipes | Japon | JO     | Lisa Klein |

### Résultats sur les courses majeures

#### World Tour
| Date          | #  | Course                                   | Pays        | Meilleure classée    | Classement |
| ------------- | -- | ---------------------------------------- | ----------- | -------------------- | ---------- |
| 6 mars        | 1  | Strade Bianche                           | Italie      | Katarzyna Niewiadoma | 9e         |
| 21 mars       | 2  | Trofeo Alfredo Binda-Comune di Cittiglio | Italie      | Katarzyna Niewiadoma | 4e         |
| 25 mars       | 3  | Trois Jours de La Panne                  | Belgique    | Alice Barnes         | 8e         |
| 28 mars       | 4  | Gand-Wevelgem                            | Belgique    | Hannah Barnes        | 18e        |
| 4 avril       | 5  | Tour des Flandres                        | Belgique    | Katarzyna Niewiadoma | 20e        |
| 18 avril      | 6  | Amstel Gold Race                         | Pays-Bas    | Katarzyna Niewiadoma | 10e        |
| 21 avril      | 7  | Flèche wallonne                          | Belgique    | Katarzyna Niewiadoma | 2e         |
| 25 avril      | 8  | Liège-Bastogne-Liège                     | Belgique    | Katarzyna Niewiadoma | 4e         |
| 20-23 mai     | 9  | Tour de Burgos                           | Espagne     | Katarzyna Niewiadoma | 10e        |
| 26 juin       | 10 | La course by Le Tour de France           | France      | Katarzyna Niewiadoma | 6e         |
| 31 juillet    | 11 | Classique de Saint-Sébastien             | Espagne     | -                    | -          |
| 12-15 août    | 12 | Tour de Norvège                          | Norvège     | Elise Chabbey        | 11e        |
| 24-29 août    | 13 | Simac Ladies Tour                        | Pays-Bas    | Katarzyna Niewiadoma | 13e        |
| 30 août       | 14 | Grand Prix de Plouay                     | France      | Elise Chabbey        | 13e        |
| 2-5 septembre | 15 | Ceratizit Challenge by La Vuelta         | Espagne     | Elise Chabbey        | 3e         |
| 2 octobre     | 16 | Paris-Roubaix                            | France      | Alice Barnes         | 26e        |
| 4-9 octobre   | 17 | The Women's Tour                         | Royaume-Uni | Alice Barnes         | 7e         |
| 23 octobre    | 18 | Tour de Drenthe                          | Pays-Bas    | Elise Chabbey        | 4e         |

Katarzyna Niewiadoma est septième du classement individuel. Canyon-SRAM est sixième du classement par équipes.

#### Grand tour
| Grand tour            | Tour d'Italie       |
| --------------------- | ------------------- |
| Coureuse (classement) | Elise Chabbey (10e) |
| Accessits             | -                   |

## Classement mondial
| Classement UCI | Classement UCI       | Classement UCI   | Classement UCI |
| Coureuse       | Coureuse             | Pays             | Points         |
| -------------- | -------------------- | ---------------- | -------------- |
| 7e             | Katarzyna Niewiadoma | Pologne          | 2223 pts       |
| 19e            | Elise Chabbey        | Suisse           | 1432 pts       |
| 34e            | Lisa Klein           | Allemagne        | 738 pts        |
| 46e            | Alice Barnes         | Royaume-Uni      | 585 pts        |
| 72e            | Alena Amialiusik     | Biélorussie      | 374 pts        |
| 83e            | Mikayla Harvey       | Nouvelle-Zélande | 293 pts        |
| 95e            | Hannah Barnes        | Royaume-Uni      | 245 pts        |
| 103e           | Hannah Ludwig        | Allemagne        | 217 pts        |
| 108e           | Tiffany Cromwell     | Australie        | 202 pts        |
| 110e           | Omer Shapira         | Israël           | 201 pts        |
| 134e           | Alexis Magner        | États-Unis       | 161 pts        |
| 141e           | Chloé Dygert         | États-Unis       | 155 pts        |
| 157e           | Ella Harris          | Nouvelle-Zélande | 140 pts        |
| 481e           | Neve Bradbury        | Australie        | 33 pts         |

Canyon-SRAM est sixième du classement par équipes.